# Zygaspis ferox
Zygaspis ferox là một loài bò sát trong họ Amphisbaenidae. Loài này được Broadley miêu tả khoa học đầu tiên năm 1997.